# 日英関係

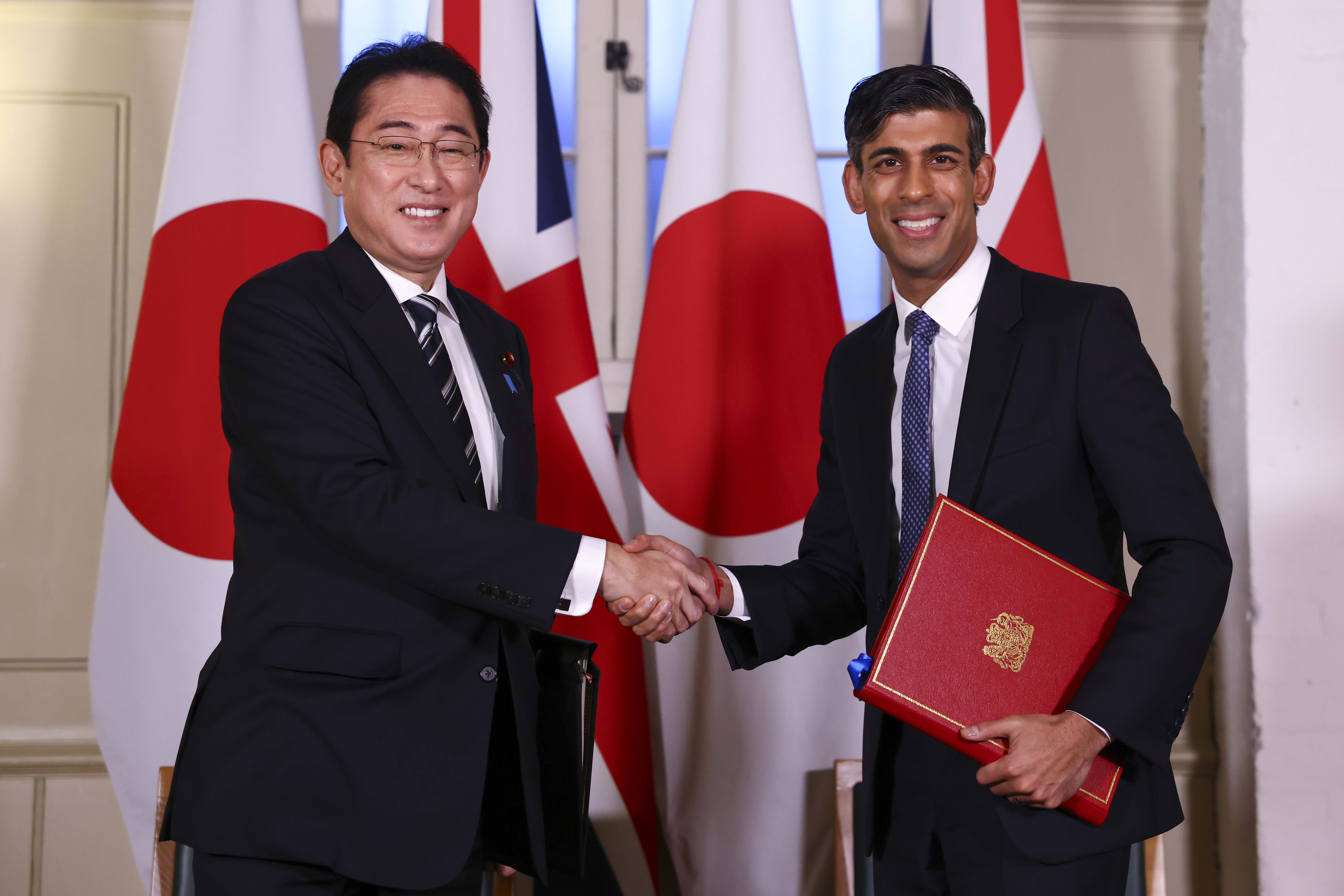
岸田文雄内閣総理大臣とリシ・スナク首相による日英首脳会談
（2023年1月11日、ロンドン塔にて）

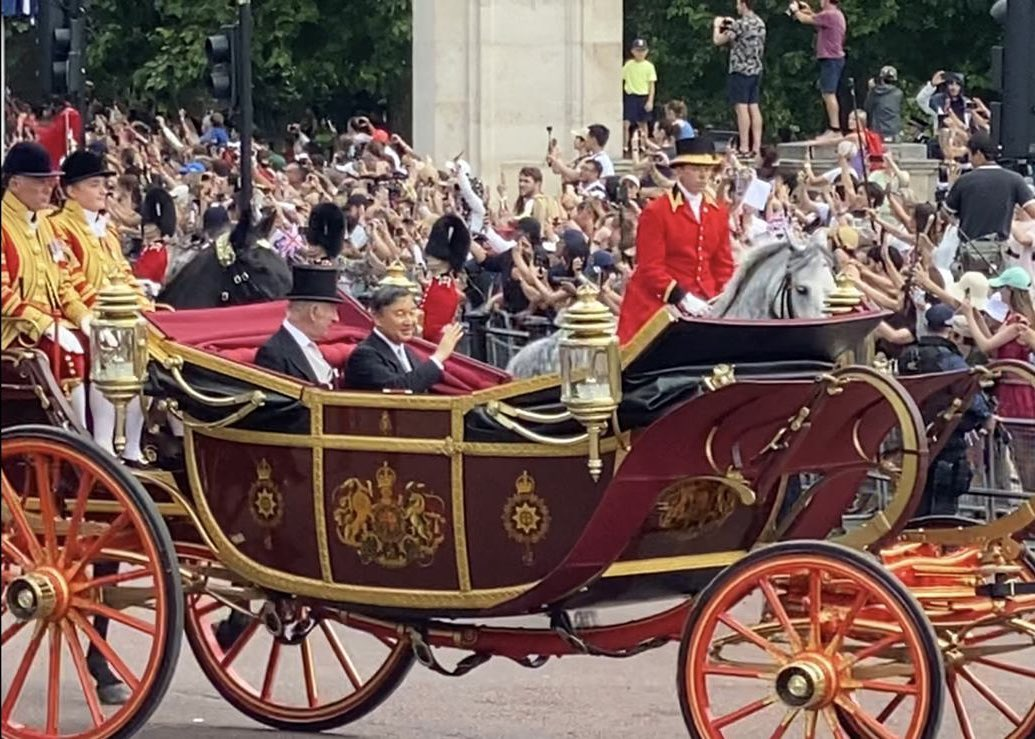
パレードでの徳仁天皇とチャールズ3世国王
（2024年6月26日、ザ・マルにて）

日英関係（にちえいかんけい、英語: Japan–United Kingdom Relations）では、日本とイギリスの両国関係について総合的に述べる。

## 両国の比較
|             | 日本                               | イギリス                                    | 両国の差                 |
| ----------- | ---------------------------------- | ------------------------------------------- | ------------------------ |
| 人口        | 1億2380万2000人（2024年）          | 6923万人（2024年）                          | 日本はイギリスの約1.79倍 |
| 面積        | 37万7975平方キロメートル           | 24万3000平方キロメートル                    | 日本はイギリスの約1.56倍 |
| 首都        | 指定無し（事実上東京）             | ロンドン                                    |                          |
| 最大都市    | 東京都区部                         | ロンドン                                    |                          |
| 政体        | 議院内閣制、立憲君主制、単一国家   | 議院内閣制、立憲君主制、単一国家            |                          |
| 公用語      | 指定無し（事実上、日本語を用いる） | 英語 ウェールズ語 スコットランド語 ゲール語 |                          |
| GDP（名目） | 5兆648億7300万米ドル（2020年）     | 2兆7077億4400万米ドル（2020年）             | 日本はイギリスの約1.87倍 |
| 防衛費      | 491億米ドル（2020年）              | 592億米ドル（2020年）                       | 日本はイギリスの約0.83倍 |

## 日英年表

ウィリアム・アダムス

### 18世紀以前
- 1587年 イギリス人「航海者」のトーマス・カヴェンディッシュ（英語版）、スペイン領バハ・カリフォルニア（現在のメキシコ領カリフォルニア半島）沖でスペインのガレオン船を拿捕し、乗船していた2人の日本人（クリストファー（20歳）とコスマス（16歳）（英語版））を自分の船に加える。この2人が初めてイギリスを訪問した日本人となったが、1592年に遭難死。
- 1600年 オランダ船リーフデ号が豊後国（大分県）に漂着。イギリス人航海士ウィリアム・アダムス（三浦按針）が徳川家康の外交顧問となる。
- 1613年 ジョン・セーリスがイギリス国王ジェームズ1世の国書を家康に奉呈。正式な国交が始まる。同年、東インド会社が平戸に商館を設置する。（イギリス商館も参照）
- 1623年 アンボン虐殺事件の発生による英蘭関係の悪化と貿易の不振により平戸のイギリス商館を閉鎖、日英関係は事実上断絶する。

- 1646年 イングランド国教会支持派ダドリー男爵の傍系である探検家のロバート・ダドリー（英語版） がイタリアのアントン・ルチーニ（英語版）との共著『海事辞典』のなかで日本地図を発表。
- 1673年 リターン号が来航して貿易再開を求めるが、徳川幕府はかつての一方的な撤退、チャールズ2世とポルトガルのカタリナ王女との婚姻問題を理由にこれを拒否。

### 19世紀
- 1808年 フェートン号事件。ナポレオン戦争中、イギリス船による長崎・出島のオランダ商館襲撃事件。幕府の対英警戒態勢の不備が明らかになる。
- 1813年 初の英和辞典、諳厄利亜（あんげりあ）語林大成が長崎完成（1814年説有り）。
- 1825年 江戸幕府、異国船打払令発布。イギリス軍艦を警戒し、あらゆる外国船を砲撃・追い返そうとする内容。その一方で、この頃から清に輸入されたイギリスの物産が現地の商人によって日本に再輸出されたケースも確認されている。
- 1835年 イギリス人に救助された尾張国出身の船乗り音吉、日本人として初めてロンドンを訪問。その後、イギリスに帰化。
- 1840年 アヘン戦争。イギリスが清に勝利し、香港を獲得したことを知った幕府は、異国船打払令を1842年に撤廃。
- 1854年 クリミア戦争。イギリス海軍は、ロシア海軍の艦船を拿捕することを名目に、長崎に侵入し、日本の中立を侵犯。その結果、日英和親条約が調印。幕府を代表する長崎奉行水野忠徳とジェームズ・スターリング提督(Admiral Sir James Stirling)により締結。イギリス側の通訳は音吉が務める。不平等条約。
- 1858年 第二次アヘン戦争。イギリスが再び、日本の中立を侵犯し、日英修好通商条約が徳川幕府とエルギン伯爵ジェイムズ・ブルースの間で調印。 関税自主権の制限や治外法権承認（領事裁判権）など、日本に不利な不平等条約が継続・強化される。同年、長崎に日本初の公的な英語教育機関として長崎英語伝習所が設立。
- 1858年 英国女王が、木造スクーナー型蒸気船エンビロル号を幕府に贈呈、砲艦「蟠竜丸」と改称。
- 1859年 初代駐日総領事ラザフォード・オールコックにより江戸高輪の東禅寺に英国総領事館が開設される[6]。
- 1859年 ジャーディン・マセソン商会(怡和洋行)の代理人としてスコットランド人のトーマス・ブレーク・グラバーが長崎へ来日、以後幕末・明治の日本の政財界と深く関わる。

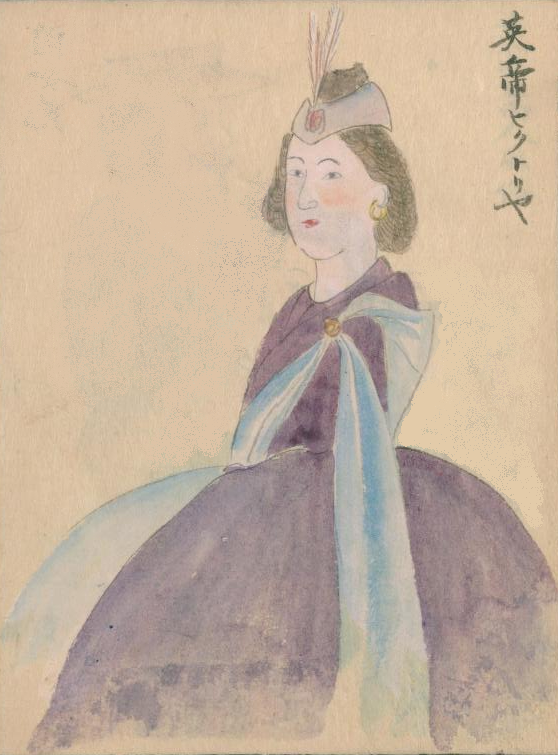
ヴィクトリア女王 開市開港延期交渉使節漢方医高嶋祐

- 1862年 ロンドン覚書が調印され、兵庫、新潟、江戸、大坂の開港・開市を5年延期し、1868年1月1日とすることが認められた。
- 1862年 イギリス書記官アーネスト・サトウの来日、そのすぐ後に生麦事件が発生。薩摩藩士によりイギリス人が殺害。その後も日本国内でのイギリス人襲撃が相次ぐ。
- 1863年 長州五傑（井上聞多、伊藤俊輔などの長州藩士5名）が藩命としてイギリスへ留学。薩英戦争。前年の生麦事件の報復としてイギリス海軍が鹿児島を砲撃。以後、薩摩とイギリスの関係は良化。
- 1864年 下関戦争。攘夷を唱える長州藩が関門海峡で外国船を砲撃し、報復でイギリス海軍がフランス海軍などと共に下関の砲台を占拠。帰国した井上と伊藤は開戦を止められず、事態収拾に奔走。
- 1868年 明治維新。イギリス公使ハリー・パークスは戊辰戦争で中立を保ち、幕府支援に傾くフランスを牽制して、実質的に明治新政府を支援。
- 1870年 兵制改革により大日本帝国海軍（日本海軍）が成立。以後、イギリス海軍を模範とした組織整備を進める。
- 1872年 岩倉使節団のイギリス訪問。不平等条約改正交渉には失敗したが、多くの知識を日本へ持ち帰る。日本最初の鉄道が開業。建設にはイギリス人技術者が深く関与。同年、ロイター通信社が日本に初の支局を開設。横浜にサトウらの尽力で日本アジア協会が設立。
- 1873年 工部大学校設立。御雇い外国人としてイギリス人が教授に就任。
- 1874年 イギリスの船員が、横浜で初のラグビー試合を開催。
- 1879年 音吉（1867年没）の息子、横浜で日本国籍を取得。
- 1886年 ノルマントン号事件。イギリス籍のノルマントン号が沈没した際、イギリス人船長や船員が白人客だけとともに救命ボートで脱出し、日本人乗客25人が全員死亡。船員はイギリスの領事裁判により全員無罪、後に再審で船長のみが軽罪。日本側が憤激し、不平等条約の改正要求が強まる。
- 1887年 鉄道家のイギリス議員ジョーンズの義理の息子である弁護士フランシス・テイラー・ピゴットが来日し伊藤博文内閣の法制顧問となる。
- 1894年 日英通商航海条約が青木周蔵外相とジョン・ウッドハウス外相の間で調印。治外法権の撤廃で不平等条約が一部撤廃。
- 1895年 救世軍創立者ウィリアム・ブースの命を受けたエドワード・ライト大佐らが日本に宣戦する。
- 1896年 アイルランド人のラフカディオ・ハーン、イギリスから日本へ帰化し、小泉八雲を名乗る。
- 1899年 田中銀之助、慶應義塾の塾生にラグビーのルールを伝授し、日本にラグビーを初めて伝えた人物となる。
- 1900年 夏目漱石、文部省研究員としてロンドンへ留学（-1903年）。
- 1900年 義和団の乱勃発。北京籠城に際しイギリス北京駐在公使クロード・マクドナルドの下駐在武官柴五郎中佐が事実上の指揮を取り、その働きがイギリスをはじめ関係各国で賞賛された。

### 20世紀前半
- 1902年1月30日 ロンドンで日英同盟が調印される。日本代表は特命全権公使の林董。イギリス代表は外務大臣の第3代ランズダウン侯爵ヘンリー・ペティ＝フィッツモーリス。
- 1904年 日露戦争(-1905)。イギリスは日本の戦争公債引き受けなどで支援。ドッガーバンク事件発生。
- 1907年5月、伏見宮貞愛親王が明治天皇へのガーター勲章授与感謝のため渡英し、エドワード7世に拝謁。
- 1907年7月、タバコ王の村井兄弟商会が、多国籍企業J. & P.コーツ社の子会社帝国製糸を大阪に創立。
- 1908年10月20日 東京の"Peer's Club"で日英協会が初めて会議をした[7][8]。同年、グラバーが外国人として初の勲二等旭日重光章を受章。
- 1909年 三菱合資会社三菱造船所がイギリスからハンマーヘッドクレーンを購入。
- 1910年 長谷川如是閑、大阪朝日新聞の特派員としてロンドンに滞在。
- 1911年 日米通商航海条約調印。日本が関税自主権を回復。日英通商航海条約も改正され、不平等条約が完全に解消。
- 1914年 第一次世界大戦( - 1918)。日本は日英同盟を理由として参戦。イギリス側の要請により日本は国内世論の反対を押し切って地中海に巡洋艦を派遣。イギリス軍やオーストラリア軍の戦艦を護衛し、ドイツ軍の潜水艦（Uボート）と死闘を繰り広げた。東アジアではドイツの中国に於ける租借地青島（チンタオ）を、日英両国陸軍の協力で陥落させた。
- 1918年 ロシア革命への干渉戦争・ロシア内戦でイギリスが日本に支援を依頼し、シベリア出兵（1925年まで）。
- 1919年 第一次世界大戦後の秩序を決するパリ講和会議に日本とイギリスがフランス・イタリア・アメリカとともに戦勝「五大国」として参加。日本は「人種差別撤廃条項」を提案するが、白豪政策を推し進めるオーストラリアの強い反対で否決される。
- 1921年 日本・イギリス・アメリカ・フランスの四カ国条約により日英同盟廃止が決定。日本の皇太子裕仁親王（後の昭和天皇）による史上初の外遊。イギリス領シンガポールなどを経て、第一次世界大戦で友軍だったイギリス・フランス・ベルギー・イタリアを歴訪。特にイギリスでは大歓迎を受け、裕仁親王はイギリス最高位のガーター勲章を授与される（後に日本の対英宣戦布告を受けて資格剥奪）。
- 1922年 イギリスの皇太子エドワード（後のエドワード8世）による史上初の訪日。随行員として王族のルイス・マウントバッテン陸軍中尉も来日。東京市(当時)世田谷区駒沢で史上初の日英皇太子による日英親善ゴルフ大会開催。
- 1923年8月17日 日英同盟が正式に失効。
- 1926年に蔣介石が国民革命軍を率いて行った北伐に対して、幣原喜重郎外相は内政不干渉の方針に基づき、アメリカとともにイギリスによる派兵の要請を拒絶。英国の日本への不信の端緒となる。
- 1930年 ロンドン海軍軍縮会議開催。日本の濱口雄幸内閣は若槻禮次郎元首相を全権とし、イギリス・アメリカと結んだ条約を調印・批准するが、日本海軍の内部対立がやがて統帥権干犯問題へ発展。
- 1934年 イギリス人の父を持つ男性オペラ歌手藤原義江が、ジャコモ・プッチーニ作のオペラ「ラ・ボエーム」を上演し、藤原歌劇団が事実上旗揚げ。
- 1937年7月7日 盧溝橋事件を発端に、双方ともに宣戦布告なく日中全面衝突（日中戦争）。イギリスはアメリカと共に中立を保ったが、日本による占領地が拡大すると表向きは中立ながら、蔣介石の中国国民党軍（重慶国民政府）を支援(「援蔣ルート」)。日本による米英敵視が顕在化。イギリスでもロイヤル・アルバート・ホールで反日集会が開かれた[9]。
- 1939年9月1日 ナチス・ドイツによるポーランド侵攻開始。9月3日、イギリスとフランスがポーランド支援のためドイツに宣戦布告して第二次世界大戦勃発。日本はドイツと防共協定を結んでいたが、国策上中立を堅持。ただし、日英関係は険悪に。全国各地で排英同志会が結成される。
- 1940年1月21日 浅間丸事件で日英関係さらに悪化。日本国内では反英感情が高まり、全国で反英集会が開かれる。9月、日本陸軍がフランス領インドシナ北部（北部フランス領インドシナ）へ進駐（「仏印進駐」）。同月、日独伊三国同盟が締結。
- 1941年7月26日 イギリスが日英通商航海条約破棄を通告。7月28日、日本陸軍がフランス領インドシナ南部へ進駐。イギリスは日英通商航海条約を破棄し、日本国内では「ABCD包囲網による経済封鎖」への対抗として開戦論が高まる。12月8日、太平洋戦争勃発。日本はイギリス領マラヤ(マレー作戦)、英領香港、上海のイギリス租界を攻撃し、12月10日、マレー沖海戦では日本海軍がイギリス東洋艦隊の最新鋭戦艦プリンス・オブ・ウェールズと巡洋戦艦レパルスを撃沈、12月25日、香港が陥落（イギリスのウィンストン・チャーチル首相曰く「人生最悪のクリスマス」)。
- 1942年2月15日 シンガポールの戦いでアーサー・パーシバル中将以下、駐留イギリス連邦軍が、山下奉文中将率いる日本陸軍に降伏。シンガポール（昭南島と改名）は日本の軍政下に入る。続いて日本軍はイギリス領ビルマの首都ラングーンも占領（ビルマの戦い）。
- 1943年8月、バー・モウのビルマ国、日本の傀儡国家として独立を宣言。10月、自由インド仮政府、日本の支援で成立。スバス・チャンドラ・ボースがインド国民軍を指揮し、イギリス領インド帝国からの祖国解放・独立を目指す。イギリスのチャーチル首相、11-12月のカイロ会談で連合国側の対日戦争・戦後基本方針を確認。同年、英国放送協会(BBC)が日本語での短波ラジオ放送を開始。当初は戦時宣伝放送で、戦争終結後はイギリスの報道・文化番組を放送。
- 1944年 インパール作戦で日本軍が惨敗。同年、大塚久雄が『近代欧州経済史序説』を著し、資本主義確立期のイギリス経済研究を通じた独自の経済史学を完成。
- 1945年 5月に日本側から寝返ったアウンサンらビルマ国軍の支援も受けたイギリス軍がラングーンを奪回。チャーチルはヤルタ協定やポツダム宣言に参加（ポツダム会談途中のイギリス総選挙で労働党が勝利し、イギリス代表がクレメント・アトリー新首相に交代）。8月15日、日本がポツダム宣言受諾を発表し、9月2日に降伏文書調印。イギリスはマレー（シンガポールを含む）・香港・ビルマを回復し、日本占領にはGHQの対日理事会・極東委員会のメンバーとなり、イギリス連邦諸国軍として参加（中国・四国地方を管轄、主力はオーストラリア軍）。
- 1948年 英国海外航空(BOAC)、駐日イギリス軍への物資補給を目的に岩国基地へ乗り入れ、初の日英間定期航空路となる。ロンドンオリンピックが開催されたが、日本は参加を認められず。極東国際軍事裁判の判決言い渡しで、イギリスは判事を派遣して参加（裁判開始は1946年）。

### 20世紀後半から21世紀

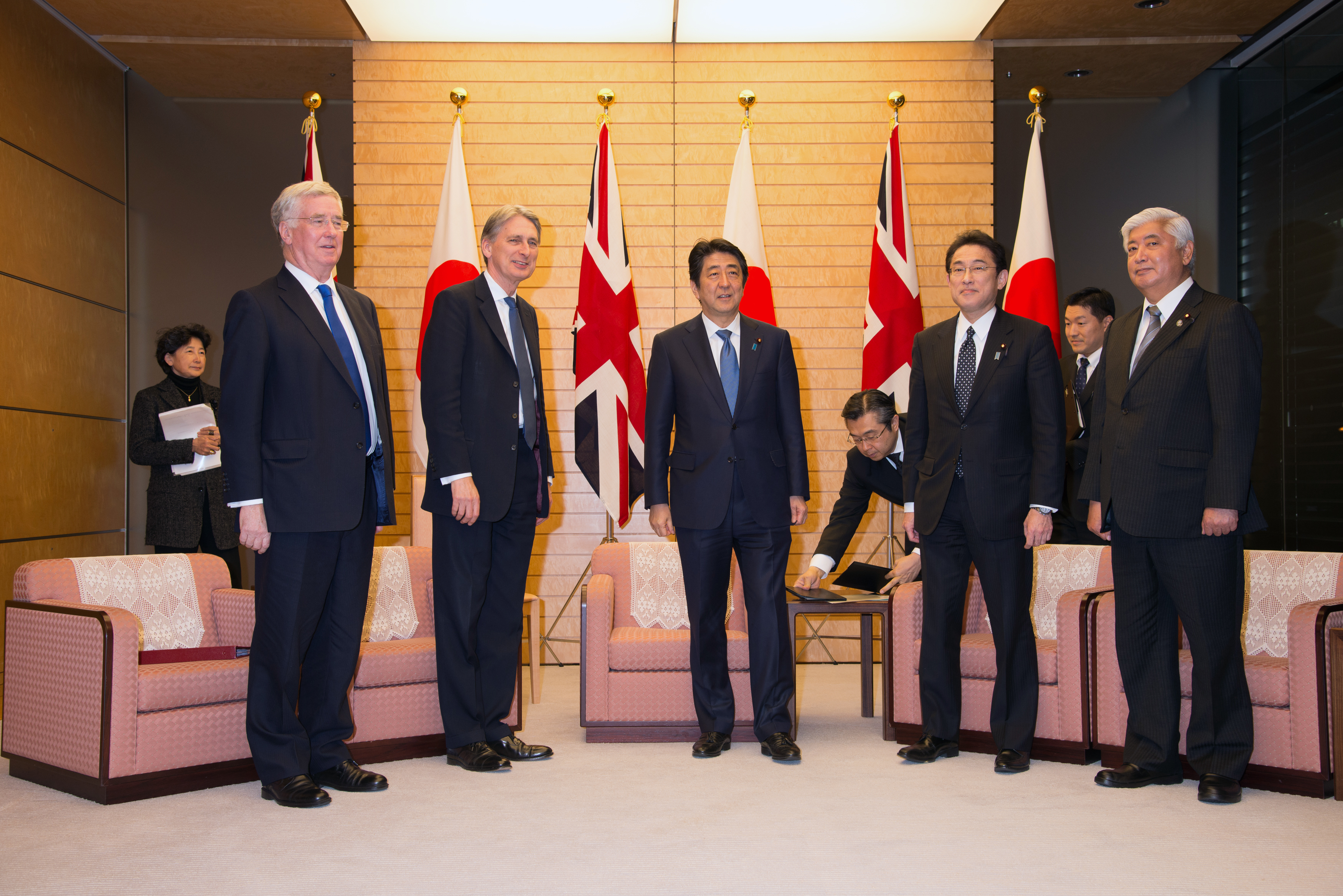
第2回日英外務・防衛閣僚会合（「2＋2」）

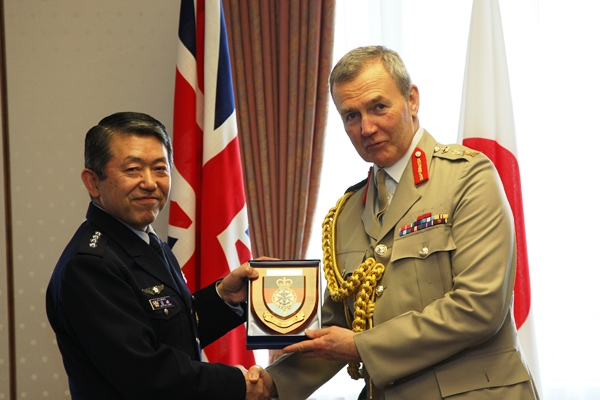
岩崎茂統合幕僚長とイギリスのニコラス・ホートン国防参謀総長

- 1951年 サンフランシスコ条約締結。翌年発効し、日英関係が正常化。
- 1952年 エリザベス2世の誕生日、天皇が祝賀のための勅使を英国大使館に差し遣わす。戦時中は1942年に中断、戦後は非公式に祝意を伝えていた[10]。
- 1953年 昭和天皇の名代として、皇太子明仁親王（現・上皇）がエリザベス2世の戴冠式に参列。
- 1957年 イギリス映画「戦場にかける橋」が公開。第二次大戦中、日本軍による英軍捕虜を使役した泰緬鉄道建設をテーマとし、アカデミー賞で作品賞など7部門を受賞。日本軍の大佐を演じた早川雪洲は助演男優賞候補となる。
- 1960年 日英文化協定締結。東京のブリティッシュ・カウンシルが日本国内で公式に認められたイギリス文化交流センターとなる。
- 1964年 東京オリンピック開催。イギリス選手団は金メダル4個[注釈 2]、銀メダル12個、銅メダル2個で計18個のメダルを獲得。
- 1966年 英国海外航空機空中分解事故が発生。BOACのボーイング707が富士山付近の上空で空中分解し、乗客・乗員124名全員が死亡した。ザ・ビートルズ、東京の日本武道館で日本公演を実施。メンバーのジョン・レノンは1969年に日本人芸術家の小野洋子（オノ・ヨーコ）と再婚。1966 FIFAワールドカップがイングランドで開催されたが、日本代表はアジア地区予選に不参加[注釈 3]。
- 1971年 昭和天皇・香淳皇后がイギリスに行幸啓。歴代天皇では初、自身では皇太子時代の1921年以来。第二次大戦中に剥奪されていたガーター勲章を再度授与された。
- 1973年 ミック・ジャガーの大麻所持逮捕歴を理由にローリング・ストーンズの日本入国が許可されず、公演は中止となった。
- 1975年 エリザベス2世がイギリス国王として史上初の訪日。
- 1980年 小田島雄志によるウィリアム・シェイクスピアの日本語訳全集（全7巻）が刊行完了。ポール・マッカートニーが来日直後の成田空港で大麻所持の現行犯で逮捕され、国外追放された。
- 1980年代 イギリス議会の中に英日議員同盟が発起し日本企業などの献金受領を開始。
- 1983年 徳仁親王（現・今上天皇）がオックスフォード大学マートン・カレッジへ留学し、テムズ川の水運史を研究（-1985年）。
- 1986年 日産自動車、イングランド北東部のサンダーランド工場での本格稼働を開始。日本車メーカーで初めてイギリスで完成車を生産する。同年にチャールズ3世（当時王太子）夫妻が日本を訪問し、ダイアナ妃ブームになる。
- 1989年 宿澤広朗監督の率いるラグビー日本代表がラグビースコットランド代表に勝利。
- 1990年 英国放送協会が財政難を理由に日本語放送を廃止。後に衛星放送のスカイパーフェクTV!の1つとしてBBCワールドのテレビ放送を開始（一部の番組で日本語の同時通訳付き）。同年、ローリング・ストーンズとポール・マッカートニーの日本公演が実現。
- 1993年 Jリーグ開幕。元イングランド代表選手のゲーリー・リネカーが名古屋グランパスエイトでプレー。
- 1994年 リネカーが名古屋との契約を終えて退団し、現役を引退してイギリスに帰国した。
- 1996年 名古屋のフランス人監督、アーセン・ベンゲルがアーセナルFCの監督に就任して離日。
- 1998年 外交関係樹立140周年を記念して｢英国祭98｣のイベントが各地で催された。長野オリンピックが開催。イギリス選手団はボブスレー男子4人乗りで銅メダルを獲得した。
- 2001年 前年から東京で失踪していたイギリス人女性の遺体が発見された（ルーシー・ブラックマン事件）。犯人として韓国から帰化した日本人が逮捕されるが、2007年に東京地方裁判所で無罪判決が言い渡された（他の外国人女性への準強姦で無期懲役）。
- 2002年 日本で2002 FIFAワールドカップ開催（韓国との共催）。イギリスからはイングランド代表が本大会に出場してベスト8進出。同代表主将のデビッド・ベッカムが日本でも人気を得た。
- 2003年 イラク戦争に有志連合の一員として日本・イギリスともに参加し、サマーワに自衛隊とイギリス軍が駐屯。
- 2005年 イギリスから日本に帰化した作家のC・W・ニコル、大英帝国勲章(MBE)を受章。
- 2007年 イギリス人女性が千葉県内で殺害される（リンゼイ・アン・ホーカー殺害事件）。犯人として日本人が指名手配され逃亡したが、2009年11月に逮捕された。セルティックFC所属の中村俊輔がスコティッシュ・プレミアリーグのMVPを獲得。
- 2008年 外交関係樹立150周年を記念して｢UK-JAPAN 2008｣のイベントが各地で催された。
- 2000年 電通がイギリスの歴史ある宣伝代理店コレット・ディケンソン・ピアースを買収。
- 2012年 エリザベス2世の即位60年祝賀行事に親覧するため、天皇（現・上皇）と皇后（現・上皇后）が英国行幸啓。
- 2012年4月10日、戦略的パートナーシップの構築に関する共同声明を発表。6月3日、日英防衛協力覚書を署名。
- 2013年 電通がイギリスの大手宣伝代理店イージズ・グループ（英語版）を約3955億円で買収し約110か国に展開。
- 2014年7月、日本政府が国家安全保障会議（NSC）の閣僚会合を開き、防衛装備品の輸出や国際共同開発に関する新たな原則「防衛装備移転三原則」に基づき、F-35戦闘機搭載のミサイル技術をめぐる日英共同研究を承認した。この共同研究のミサイルは「共同による新たな空対空ミサイル」（JNAAM＝Joint New Air-to-Air Missile）と呼ばれる[11][12]。
- 2017年1月16日、自衛隊とイギリス軍との提携を取り決めた日英物品役務相互提供協定が署名。8月18日に発効[13]。
- 2019年 日本でラグビーワールドカップ2019開催。イギリスからはイングランド代表、スコットランド代表、ウェールズ代表、アイルランド代表（アイルランド共和国と北アイルランドの合同チーム）が本大会に出場してイングランド代表が準優勝、ウェールズ代表がベスト4進出、アイルランド代表がベスト8進出。スコットランド代表とアイルランド代表は、日本代表と同じプールAに属しその対戦は大いに大会を盛り上げた。
- 2020年10月23日、イギリスのEU離脱の移行期間終了後の日英の貿易関係を規律する日英EPAが署名[14][15]。
- 2022年12月9日、イタリアも交えた3国で次世代型戦闘機を開発する計画が発表[16]。
- 2023年1月11日、日英部隊間協力円滑化協定を署名。日本が円滑化協定を結ぶのはオーストラリアに続いて2国目である。[17]

## イギリスと関係のある日本人

### 政治家、外交官
- 伊藤博文
- 井上馨
- 小村壽太郎
- 菊池大麓
- 末松謙澄
- 林董
- 青木周蔵
- 松平恒雄
- 重光葵
- 西春彦
- 奥克彦
- 白洲次郎

### 小説家
- 夏目漱石
- カズオ・イシグロ  石黒一雄

### 軍人
- 東郷平八郎、「東洋のネルソン」
- 柴五郎、「コロネル・シバ～日英同盟締結の影の立役者～」

### その他
- 松浦鎮信
- 大倉喜七郎
- 門野重九郎
- 田中銀之助 - 日本のラグビーの創立者の一人 [:en]
- 山本音吉 Otokichi
- 安田善三郎
- 小野英二郎

## 日本と関係あるイギリス人

### 貿易家
- ジョン・セーリス
- ウィリアム・アダムス
- リチャード・コックス
- トーマス・ブレーク・グラバー
- エドワード・ハズレット・ハンター

### 外交官
- アーネスト・サトウ
- ジャスパー・ウィルソン・ジョーンズ
- フランシス・テイラー・ピゴット
- ジョン・ガビンズ
- クロード・マクドナルド「日英同盟の強力な推進者」
- ラザフォード・オールコック
- ハリー・パークス
- ウィリアム・ジョージ・アストン
- ジョセフ・ヘンリー・ロングフォード
- ヒュー・フレーザー
- A・B・フリーマン＝ミットフォード
- ヒュー・コータッツィ

### 条約を調印した国代表
- ジェームズ・スターリング提督 1854
- 第8代エルギン伯爵ジェイムズ・ブルース 1858
- ジョン・ウーデハウス (初代キンバレー伯爵) 1894
- 第5代ランズダウン侯爵ヘンリー・ペティ＝フィッツモーリス　外務大臣 1902

### お雇い外国人

#### 金融
- トーマス・ウィリアム・キンダー
- ホレーショ・ネルソン・レイ

#### 教育、研究
- ウィリアム・エドワード・エアトン
- バジル・ホール・チェンバレン
- ヘンリー・ダイアー、工部大学校の初代都検（校長）
- ウィリアム・ゴーランド、古墳研究

#### 宣教師

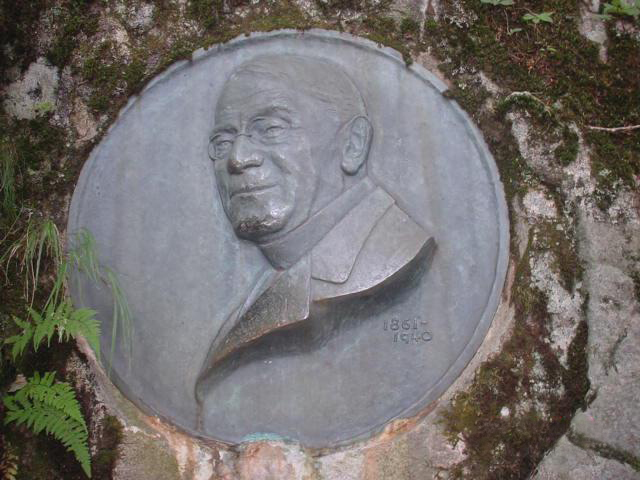
Reverend Walter Weston

- アーサー・ロイド
- ウォルター・ウェストン（慶應義塾に赴任）

#### 鉄道
- エドモンド・モレル

#### 建築家
- ジョサイア・コンドル

### 軍人
- ダンカン・ボイズ
- フランシス・ピゴット
- アーチボルド・ルシアス・ダグラス

### その他
- ノーマン・フォスター
- イザベラ・バード
- バーナード・リーチ
- ベンジャミン・ブリテン - 音楽家。皇紀2600年奉祝曲を委嘱される。ただし、シンフォニア・ダ・レクイエムと題されたその委嘱作が日本初演されたのは1956年のブリテン来日時であった。
- アラン・マクファーレン - ケンブリッジ大学キングスコレッジ教授・人類学者で、日本について多数の著作があり、2007年には『鏡の国の日本』を刊行、『近代世界の形成』(2002)ではF.W.メイトランドと並んで近代世界を作った6人の偉大な思想家の一人として福澤諭吉を論じた。
- ラドヤード・キプリング - ノーベル賞作家。19世紀末に来日し、近代化間もない日本を活写した[18]。
- リチャード・ポンソンビー＝フェイン　神道研究者。本尊美利茶道とも名乗り、徹底して日本式の生活をした。